# Autoestrada A4
Die Autobahn A4 oder die Transmontana-Autobahn (Autoestrada Transmontana) ist eine portugiesische Autobahn, die Matosinhos mit Quintanilha verbindet und bis zur spanischen Grenze führt. Sie verbindet die Subregion Metropolregion Porto, Tâmega e Sousa, Douro und Terras de Trás-os-Montes, die zur Region Nord gehören, auf einer Gesamtlänge von 222,8 km.
In Matosinhos beginnt die Autobahn im Osten der Stadt, wo sie sich mit der A28 kreuzt, die südlich nach Porto und östlich nach Viana do Castelo führt. Nach Custóais schließt die Autobahn an die VRI an, die nach Norden zum Flughafen Francisco Sá Carneiro führt. In Águas Santas schließt die Autobahn an die A3 an, die im Süden nach Porto und im Norden nach Braga und Valença führt. Bis Valongo hat die Autobahn eine Kreuzung mit der A41, die im Norden nach Maia und im Süden nach Espinho führt. In Penafiel kreuzt die Autobahn in die A11, die in Richtung Norden nach Guimarães und Esposende führt. Nach der Durchquerung des Túnel do Marão, der größte Tunnel auf der Iberischen Halbinsel, und des Corgo-Viadukts, eines der größten Viadukte Europas, erreicht die Autobahn Vila Real, wo sie auf die A24 trifft, die im Süden nach Viseu und im Norden nach Chaves führt.
Die Autobahn entspricht der alten Schnellstraße IP4 und der erste Abschnitt wurde 1990 zwischen Águas Santas und Valongo mit einer Länge von 10 km als Autobahn eingeweiht. Die Abschnitte nach Penafiel wurden 1991 mit zusätzlichen 17 km und nach Amarante 1995 mit zusätzlichen 22 km als Autobahn eingeweiht. Der Abschnitt von Águas Santas nach Matosinhos wurde 2006 mit einer Verlängerung von 8 km eingeweiht. Die Abschnitte bis Vila Real wurden zwischen 2010 und 2016 eingeweiht, mit einer Ausdehnung von 30 km. Der Abschnitt bis Bragança wurde zwischen 2011 und 2013 mit zusätzlichen 133 km eingeweiht. Die Verbindung nach Spanien wurde im Jahr 2009 mit einer zusätzlichen Länge von 2 km eröffnet.
Ascendi und Brisa sind die Autobahnkonzessionäre mit einem System elektronischer Mautgebühren in den Städten Porto, Vila Real und Bragança, konventioneller Maut zwischen Porto und Amarante und kostenloser Abschnitte bis Bragança. Der aktuelle Mautpreis für die gesamte Strecke der Autobahn beträgt 8,15 € für die Klasse C1, 14,15 € für die Klasse C2, 18,05 € für die Klasse C3 und 20,10 € für die Klasse C4.
Die Autobahn ist Teil der Europastraße 82.

## Größere Städte an der Autobahn
- Matosinhos
- Porto
- Penafiel
- Amarante
- Vila Real
- Mirandela
- Bragança